# Bujoreni (Teleorman)
Bujoreni è un comune della Romania di 1 115 abitanti, ubicato nel distretto di Teleorman, nella regione storica della Muntenia.
Il comune è formato dall'unione di 3 villaggi: Bujoreni, Dărvaș, Prunaru.